# Else Berg
Else Berg (ur. 19 lutego 1877 w Raciborzu, zm. 19 listopada 1942 w KL Auschwitz) – malarka holenderska urodzona na Śląsku w rodzinie polsko-żydowskiej.
Była małżonką holenderskiego malarza Samuela Lesera „Mommie” Schwarza.
Urodziła się jako najmłodsze dziecko w rodzinie właściciela fabryki papierosów. Studiowała malarstwo w Paryżu u Henri Le Fauconniera, potem od 1900 w berlińskiej Akademii Sztuk Pięknych u Artura Kampfa. W Berlinie poznała malarza holenderskiego Mommie Schwarza. Wraz z nim wyjechała 1911 do Holandii, gdzie została członkinią Szkoły z Bergen. W roku 1920 poślubiła Mommie Schwarza i zamieszkała z nim w Amsterdamie. Wspólnie odbyli podróże artystyczne na Majorkę, do krajów dawnej Jugosławii, Turcji i Hiszpanii. Na początku hitlerowskiej okupacji Holandii oboje odmówili noszenia Gwiazdy Dawida.
Zostali uwięzieni w obozie Westerbork, skąd zostali wywiezieni do Oświęcimia i tam zamordowani 19 listopada 1942.
Twórczość Else Berg wykazuje wpływy kubizmu i luminizmu, a także szkoły z Bergen. Obejmuje malarstwo figuralne, krajobrazy, akty, portrety i martwe natury. Wiele jej dzieł zgromadzono w muzeum miejskim w Alkmaarze.

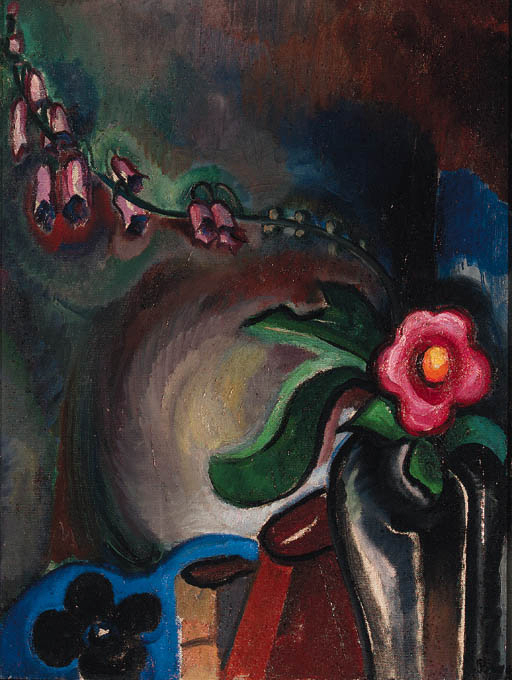
Martwa natura z kwiatami
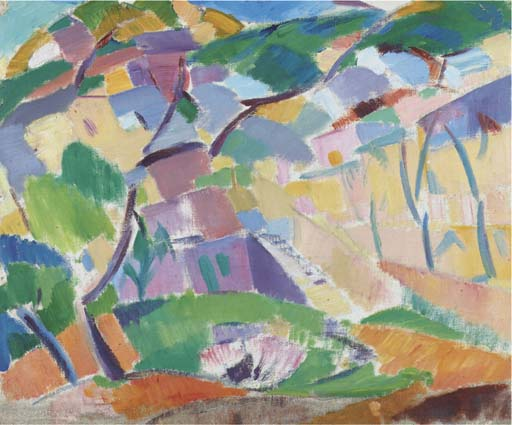
Mallorca
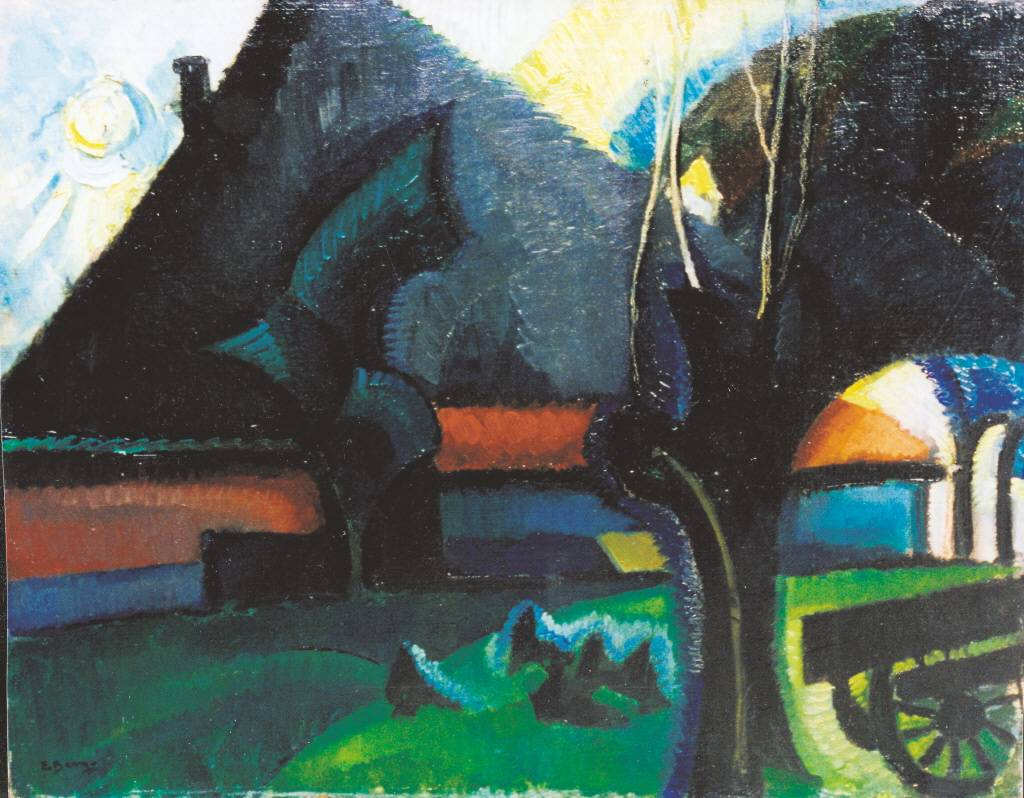
Schoorl
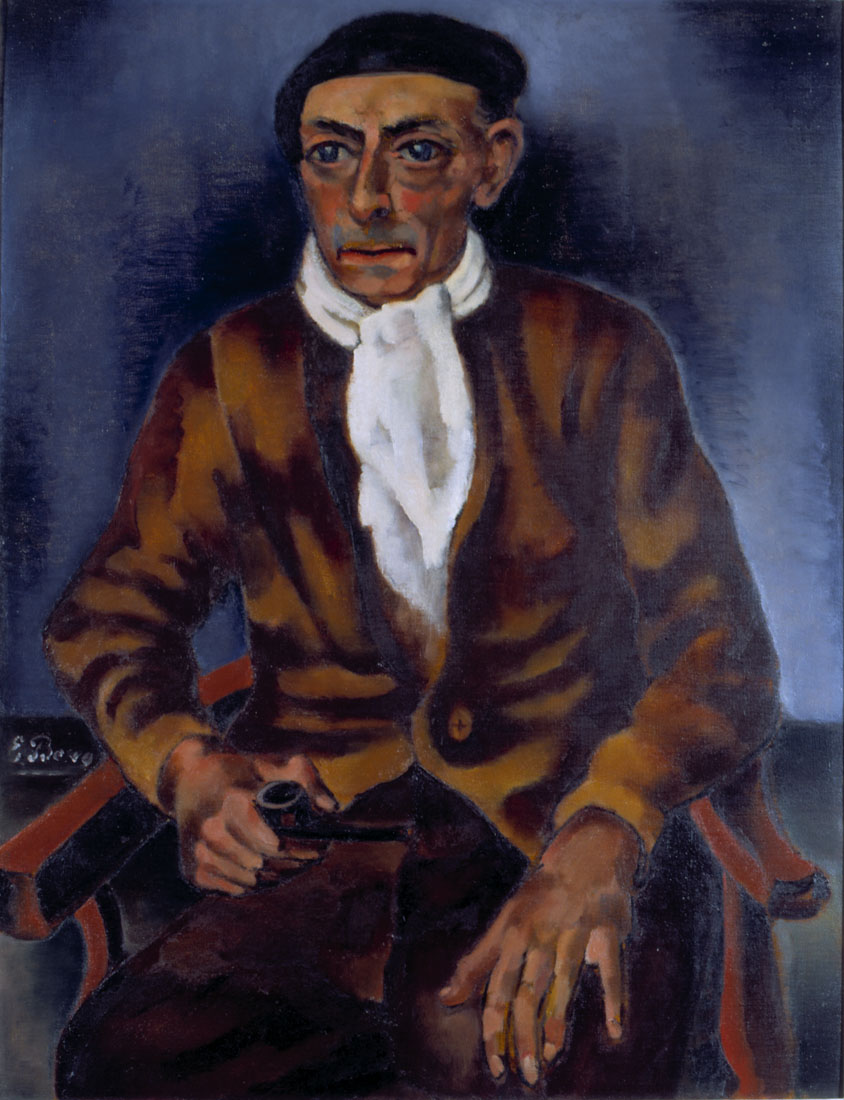
Mommie Schwarz